# Dolichopus popularis
Dolichopus popularis är en tvåvingeart som beskrevs av Christian Rudolph Wilhelm Wiedemann 1817. Dolichopus popularis ingår i släktet Dolichopus och familjen styltflugor. Arten är reproducerande i Sverige. Inga underarter finns listade i Catalogue of Life.